# Roberto Cavalli (azienda)
Roberto Cavalli S.p.A. è un'azienda italiana della moda e del lusso con nuova sede a Milano, fondata negli anni settanta dallo stilista Roberto Cavalli, morto nel 2024. Conosciuta per lo stile glamour e per le stampe su pelle e tessuti con motivi animalier ispirati alla natura, produce e distribuisce a livello mondiale capi di alta moda, prêt-à-porter e accessori, in particolare borse, occhiali, orologi, scarpe, profumi e gioielli. Opera anche nell'arredamento di alta gamma per immobili e alberghi di lusso.
Dopo essere finita in concordato preventivo, nel novembre 2019 la Roberto Cavalli è comprata dal miliardario di Dubai Hussain Sajwani.

## Storia

### Anni sessanta-settanta
Roberto Cavalli muove i primi passi nella moda già a partire dagli anni sessanta, quando con la sua piccola stamperia di tessuti introduce un'innovativa tecnica di stampa sui capi di maglieria già confezionati, da cui deriverà la tecnica di tintura in capo. Nipote di un esponente dei Macchiaioli e diplomato all’Accademia di Belle Arti di Firenze, il suo interesse per l’uso dei coloranti su seta e lana si inserisce nella tradizione artigiana e pittorica toscana e continua negli anni settanta con un'intensa sperimentazione sui materiali, in particolare sulla pelle.
Nel 1970 lo stilista fa il suo debutto a Parigi con la prima collezione Roberto Cavalli, dove sfilano i patchwork in pelle realizzati con la collaborazione del designer napoletano Mario Valentino. Nel 1972, nella Sala Bianca di Palazzo Pitti a Firenze, allora centro del prêt-à-porter, viene presentata per la prima volta in Italia la Collezione Donna Roberto Cavalli, con i patchwork applicati anche ai jeans.
Dai fratelli Hermès a Pierre Cardin, da Krizia  sino al marchese Emilio Pucci, sono molte le grandi firme interessate al suo lavoro.
Sul finire degli anni settanta, mentre i grandi stilisti italiani si spostano a Milano, Cavalli decide di restare a Firenze, di fatto isolandosi da quella che diventerà la capitale della moda italiana per tutto il decennio successivo.

### Anni novanta-duemila
Agli inizi degli anni novanta le attività principali dell'azienda vengono spostate a Milano. La Collezione presentata durante la Settimana della Moda nel 1994 lancia il brand verso il successo internazionale.
Le nuove collezioni propongono la donna Cavalli: jeans tigrati, abiti stampati, pellicce con ricami e lunghi vestiti ricchi, decorati e molto nudi. L'animalier, che diventa un elemento distintivo del marchio, conquista le celebrità. "I suoi abiti sono le sue stampe" scriverà la direttrice di Vogue Italia Franca Sozzani.
Dopo la pelle, l'azienda presenta i jeans in denim invecchiati da una speciale lavorazione a getto di sabbia e per prima firma i jeans stretch con filo di lycra.
Nel frattempo nascono le linee di abbigliamento Freedom Roberto Cavalli, Just Cavalli, Angels & Devils (oggi Roberto Cavalli Junior) Class Cavalli e viene inaugurata la prima boutique monomarca Roberto Cavalli a Venezia nel 1996.
Alla fine del 2001 il fatturato viene stimato tra i 300-350 miliardi di lire italiane.
Il brand viene distribuito in oltre 30 paesi e in pochi anni il mercato italiano arriva a pesare per il 35% dei ricavi complessivi, quello europeo per il 25% e quello asiatico per il 20%.
Nel corso del decennio la maison diversifica gli investimenti attraverso partnership e accordi di licenza per la produzione e la distribuzione di nuove linee di accessori. Con il Gruppo Marcolin vengono lanciati gli occhiali da sole e da vista Roberto Cavalli e Just Cavalli. Nel 2002 le 6 linee di orologi Sector a marchio Cavalli registrano ricavi per 3,9 milioni di euro. Nello stesso anno viene aperto il Just Cavalli Club di Milano, che con quello di Dubai, interpreta il senso per il lifestyle della maison. Nel 2007 Roberto Cavalli è la prima azienda italiana a firmare una linea esclusiva per 200 negozi della catena fast-fashion svedese H&M.
Nel 2010 la casa di moda celebra i 40 anni di attività e per l'occasione a Parigi sfila una collezione esclusiva con i pezzi più noti.
Negli ultimi anni a guida dello stilista, nasce la divisione Roberto Cavalli Home, che viene presentata al Salone del Mobile nel 2012 e vengono siglati nuovi contratti di licenza con OTB Group di Renzo Rosso per Just Cavalli e Coty Inc. per i profumi Roberto Cavalli e Just Cavalli.
Il 2014 si chiude con 210 milioni di euro di ricavi, 12 milioni di perdite, lasciano uno dopo l'altro i vertici dell'azienda (l'amministratore delegato Gianluca Brozzetti, il chief operating officer Carlo di Biagio, anche il figlio di Cavalli, Daniele, il quale si era occupato fino ad allora della collezione uomo) e la decisione del fondatore della casa di moda fiorentina di cedere la proprietà.

### Nuovo corso
Nel marzo 2015 la direzione creativa è affidata allo stilista norvegese Peter Dundas; due mesi più tardi, in maggio, il fondo Clessidra SGR di Claudio Sposito rileva il 90% del gruppo con i soci di minoranza, ossia L-GAM, Chow Tai Fook Enterprises attraverso la newco, e lo stilista fiorentino. Transazione a 390 milioni di euro, sedici volte l'Ebitda. Presidente diventa Francesco Trapani (vicepresidente di Clessidra dopo essere stato per 25 anni alla guida di Bulgari), amministratore delegato Renato Semerari, ex presidente della multinazionale Coty quotata a New York.
Nel gennaio 2016 muore a 60 anni Claudio Sposito; in luglio viene nominato nuovo amministratore delegato del gruppo Gian Giacomo Ferraris, ex manager Versace, che avvia la razionalizzazione della produzione, della logistica e della rete retail nell'ambito del piano di risanamento. La sede centrale viene trasferita da Milano a Osmannoro, decretando il ritorno alle origini toscane dell'azienda, alcune linee di abbigliamento uomo, bambino e intimo vengono riportate in azienda, alla fine del 2016 Trapani lascia. Nel 2016 il fatturato è sceso a 155,2 milioni (un calo del 25%) con un Ebitda negativo di 26 milioni e una perdita di 55 milioni.
Nel maggio 2017 Paul Surridge (ex Calvin Klein, Burberry, Jil Sander, Zegna) viene scelto come direttore creativo della maison in seguito all'abbandono di Peter Dundas. Per il rilancio dei marchi, l’azienda si concentra sugli accessori, sul pret-à-porter donna e sulle collezioni uomo, sono chiusi vari negozi e internazionalizzate molte licenze come l'underwaer e il beachwear. Il trend negativo dei primi due anni del nuovo corso viene invertito, grazie a un aumento delle vendite dirette con i ricavi sostanzialmente stabili (152,4 milioni con un calo dell'1,8% mentre il valore negativo dell'Ebitda si riduce a 7 milioni. Alla presenza del fondatore della casa di moda, il 22 settembre 2017 debutta a Milano Moda Donna la collezione Primavera/Estate 2018 disegnata da Surridge, che per l’80% risulta già venduta in showroom. L'accordo con Damac per la creazione di nuovi complessi chiamati Cavalli Villas in Medio Oriente dà ulteriore impulso alla divisione "home", in costante crescita.
Ma nel 2018 il previsto pareggio non è raggiunto e nel marzo 2019 il fondo Clessidra (diventato nel frattempo di proprietà dell'Italmobiliare di Pesenti) decide di ricorrere al concordato preventivo. Negli stessi giorni si dimette Surridge. Nel novembre 2019 il marchio è comprato da Vision Investments del miliardario di Dubai, Hussain Sajwani, risultato il miglior offerente. Sajwani, presidente di Damac Properties, opera nel settore immobiliare e già nel 2018 aveva siglato una partnership con la società italiana per dare vita al progetto "Cavalli hotel" per la realizzazione di cinque hotel in dieci anni. Il primo sarà realizzato a Dubai Marina con un finanziamento di 500 milioni.

## Marchi
La galassia dei marchi del gruppo Cavalli comprende:
- Roberto Cavalli: lo storico marchio del lusso, da sempre presente con abiti da sera. Con il nuovo corso aziendale, si sono aggiunte le linee da giorno, con accessori quali scarpe, borse, pelletteria e gioielleria.
- Just Cavalli: nato nel 1998, è il marchio giovane del gruppo, con un'anima urbana e rock. Dal 2011 in licenza al gruppo OTB di Renzo Rosso.
- Class Cavalli: la linea di abiti da giorno per uomo e per donna, dal 2015 in licenza a Swinger International.
- Roberto Cavalli Junior: la linea di abbigliamento per bambini da 0-16 anni, prodotta internamente dalla casa di moda.
- Roberto Cavalli Home: presentata nel 2012 al Salone del Mobile di Milano, la divisione vede la collaborazione di aziende del Made in Italy. Tra queste: JC Passion Srl per l’arredo; Industrie Emiliana Parati SpA per le carte da parati; Gruppo Ceramiche Ricchetti SpA, per rivestimenti e pavimenti in ceramica; Caleffi SpA per la linea tessile; Arnolfo di Cambio – Compagnia del Cristallo Srl per l’Art de La Table e La Murrina per l’illuminazione in vetri di murano[22].
- RC Sport: Linea di abbigliamento per lo sport.

## Distribuzione
La prima boutique Roberto Cavalli apre a Venezia nel 1996. Seguono nel 2000 la prima boutique di Milano in via della Spiga, poi Roma e Firenze, dove Cavalli apre nei locali attigui allo storico Caffè Giacosa. Oggi il gruppo è presente con una rete di 49 punti vendita diretti e 29 franchise nelle principali capitali e vie della moda di tutto il mondo: Milano, Londra, Parigi, New York, Miami, Mosca, San Paolo, Dubai, Hong Kong tra le principali.

## Celebrità
Sin dalle origini il marchio attira il mondo dello spettacolo. Negli anni sessanta le dive del cinema Sophia Loren e Brigitte Bardot frequentano il Limbo, il primo negozio aperto a Saint-Tropez da Roberto Cavalli. In tempi recenti, Shakira e le Spice Girls scelgono Cavalli per i loro rispettivi tour mondiali, mentre Alicia Keys indossa Cavalli nella copertina dell’album The Element of Freedom. Beyoncé indossa un vestito giallo disegnato da Cavalli nel video del brano Hold Up contenuto nell'album Lemonade. Indossano Cavalli anche le protagoniste della serie tv Sex and the City. Tra le star della musica che hanno indossato Cavalli in eventi pubblici si possono ricordare Jennifer Lopez, Christina Aguilera, Anggun, Beyoncé, Lady Gaga, Nicki Minaj, Taylor Swift, Rihanna, Madonna nella musica. Nel mondo dello spettacolo Sharon Stone, Demi Moore, Diane Kruger e Kim Kardashian. Tra gli uomini, Lenny Kravitz, Kanye West e David Beckham. Per Cavalli hanno sfilato molte supermodelle, tra le quali Naomi Campbell, Eva Herzigová, Nadège Dubospertus, Laetitia Casta, Heidi Klum e negli ultimi anni Cara Delevingne e Bella Hadid.

## Controversie
Lo stilista fiorentino presentò nel 2004 una linea di abiti femminili da commercializzarsi nei magazzini Harrods, raffigurante alcune divinità hindu, provocando aspre critiche da parte della comunità induista. Il prodotto fu ritirato dal mercato, con le scuse formali dell'azienda.
La scuola di sufismo islamico Maktab Tarighat Oveyssi Shahmaghsou accusò Cavalli di avere copiato il loro emblema sacro per la linea d'abiti "Just Cavalli", promuovendo una causa all'Ufficio dell'Unione europea per la proprietà intellettuale, che il 16 maggio 2014 respinse l'istanza, dichiarando che il marchio di "Just Cavalli" e il sacro emblema sufi non presentavano alcuna somiglianza tra loro. Ciononostante, gli studenti della scuola islamica proseguirono con le loro proteste.